# كارولاينا أراوغو
كارولاينا أراوغو (بالبرتغالية: Carolina Bhering de Araujo‏) هي رياضياتية برازيلية، ولدت في 5 سبتمبر 1976 في نيتيروي في البرازيل.